# Otakar Vávra

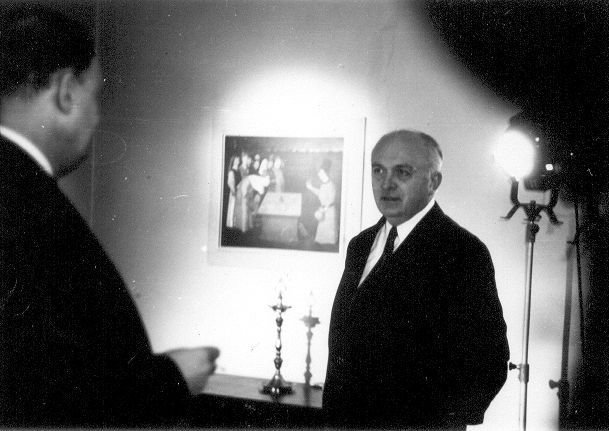
Otakar Vávra (1980)

Otakar Vávra  (* 28. Februar 1911 in Königgrätz, Österreich-Ungarn; † 15. September 2011 in Prag) war ein tschechischer Filmregisseur, Dramaturg und Pädagoge.

## Leben
Er studierte anfangs Architektur in Prag und Brünn. Ab 1929 knüpfte er als Filmkritiker Kontakte zum Filmgeschäft und war bereits 1929/1930 an Dreharbeiten einiger Dokumentarfilme beteiligt.
Über fünfzig Jahre seines Lebens widmete  Vávra dem tschechischen Film. Er schrieb zunächst Drehbücher und arbeitete ab 1933 als Regieassistent, bevor er 1936 gemeinsam mit dem Regisseur Hugo Haas seinen ersten abendfüllenden Tonfilm Kamel durch das Nadelöhr (Velbloud uchem jehly) drehte. 1937 folgte der erste Film unter eigener Regie Philosophische Geschichte (Filosofská historie). Historische Filme mit aufwendiger Kostümierung waren schließlich der Schwerpunkt seines vielseitigen Schaffens. Ein weiteres Genre, dem er sich widmete, waren lyrische Streifen, voller tiefer Gefühle und Leidenschaft.
Vávra war immer bemüht, für seine Filme berühmte Schauspieler zu finden, die den historischen Persönlichkeiten entsprachen. Nach 1945 lehrte er als Dozent, seit 1963 bis zu seiner Entlassung 1970 als Professor an der FAMU in Prag.
Seine Nachkriegsfilme blieben wie von ihm gewohnt sorgfältig inszeniert, zeigen aber stärker den Einfluss der staatlichen Politisierung. Mit der Trilogie Hitler – Die Tage des Verrats, Sokolovo und Die Befreiung Prags widmete er sich 1973 bis 1976 der Besetzung seiner Heimat in der Zeit des Nationalsozialismus. 

## Auszeichnungen
- 1944: Ehrenschild des Protektorats Böhmen und Mähren
- 1947: Tschechischer Staatspreis
- 1949: Staatspreis für Regie
- 1955: Národní umělec (Verdienter Künstler des Staates)
- 1966: Trilobit
- 1966: Verdienstmedaille um den tschechischen Film
- 1967: Muse der Elegien Kalliope
- 1968: Klement-Gottwald-Staatspreis
- 1973: Antonín-Zápotocký-Preis
- 1985: Sonderpreis beim XXIII. Festival tschechischer und slowakischer Filme in Prag
- 1985: Vladislav-Vančura-Preis
- 2001: Böhmischer Löwe
- 2001: Preis für den außerordentlichen Beitrag zur Weltcinematografie in Karlsbad
- 2004: Verdienstmedaille

## Werke

### Entwurf
- 1936: Ulička v ráji
- 1946: Cesta k barikádám
- 1948: Hostinec U kamenného stolu
- 1949: Revoluční rok 1848
- 1954: Jan Hus
- 1955: Jan Žižka
- 1962: Horoucí srdce
- 1973: Dny zrady I., II.
- 1974: Sokolovo
- 1976: Osvobození Prahy
- 1983: Putování Jana Amose

### Drehbuch
| - 1933: Svítání - 1933: Ze světa lesních samot - 1935: Bezdětná - 1935: Jedenácté přikázání - 1935: Listopad - 1935: Maryša - 1935: Vdavky Nanynky Kulichovy - 1936: Das Gäßchen zum Paradies (Ulička v ráji) - 1936: Ein Kamel durchs Nadelöhr (Velbloud uchem jehly) - 1936: Tři muži ve sněhu - 1936: Uličnice - 1937: Filosofská historie - 1937: Hlídačč.47 - 1937: Mravnost nade vše - 1937: Panenství - 1938: Die Zunft der Jungfrauen (Cech panen kutnohorských) - 1938: Její pastorkyně - 1939: Dívka v modrém - 1939: Humoreska - 1939: Kouzelný dům - 1940: Maskovaná milenka - 1940: Pacientka dr. Hegla - 1940: Pohádka máje - 1941: Turbina - 1942: Okouzlená - 1942: Přijdu hned - 1943: Šťastnou cestu - 1945: 'Die Ungeliebte (Rozina sebranec) - 1946: Cesta k barikádám - 1946: Nezbedný bakalář - 1947: Vorahnung (Předtucha) | - 1948: Krakatit - 1949: Frühlingsstürme (Revoluční rok 1848) - 1949: Němá barikáda - 1952: Nástup - 1954: Botostroj - 1954: Jan Hus - 1955: Jan Žižka - 1957: Proti všem - 1958: Občan Brych - 1959: Alarm im Schacht (První parta) - 1960: Národní umělec Zdeněk Štěpánek - 1960: Policejní hodina - 1960: Srpnová neděle - 1961: Noční host - 1962: Horoucí srdce - 1965: Zlatá reneta - 1966: Romanze für Flügelhorn (Romance pro křídlovku) - 1968: Třináctá komnata - 1969: Hexenjagd (Kladivo na čarodějnice) - 1973: Hitler – Die Tage des Verrats (Dny zrady I., II. ) - 1974: Sokolovo - 1976: Die Befreiung Prags (Osvobození Prahy) - 1977: Eine Geschichte von Liebe und Ehre (Příběh lásky a cti) - 1980: Dunkle Sonne (Temné slunce) - 1983: Putování Jana Amose - 1984: Komediant - 1984: Oldřich a Božena - 1985: Das stumme Geständnis (Veronika) - 1989: Evropa tančila valčík - 2002: Moje Praha |

### Regie
| - 1934: Žijeme v Praze - 1935: Listopad - 1936: Ein Kamel durchs Nadelöhr (Velbloud uchem jehly) - 1937: Filosofská historie - 1937: Panenství - 1938: Die Zunft der Jungfrauen (Cech panen kutnohorských) - 1938: Na sto procent - 1939: Dívka v modrém - 1939: Humoreska - 1939: Kouzelný dům - 1940: Maskovaná milenka - 1940: Pacientka dr. Hegla - 1940: Podvod s Rubensem - 1940: Pohádka máje - 1941: Turbina - 1942: Okouzlená - 1942: Přijdu hned - 1943: Šťastnou cestu - 1945: Návrat presidenta dr. Edvarda Beneše do Prahy - 1945: Die Ungeliebte (Rozina sebranec) - 1945: Vlast vítá - 1946: Cesta k barikádám - 1946: Nezbedný bakalář - 1947: Vorahnung (Předtucha) - 1948: Krakatit - 1949: Němá barikáda | - 1952: Nástup - 1954: Jan Hus - 1955: Jan Žižka - 1957: Proti všem - 1958: Občan Brych - 1959: Alarm im Schacht (První parta) - 1960: Národní umělec Zdeněk Štěpánek - 1960: Policejní hodina - 1960: Srpnová neděle - 1961: Noční host - 1962: Horoucí srdce - 1965: Zlatá reneta - 1966: Romanze für Flügelhorn (Romance pro křídlovku) - 1968: Třináctá komnata - 1969: Hexenjagd (Kladivo na čarodějnice) - 1973: Hitler – Die Tage des Verrats (Dny zrady I., II. ) - 1974: Sokolovo - 1976: Die Befreiung Prags (Osvobození Prahy) - 1977: Eine Geschichte von Liebe und Ehre (Příběh lásky a cti) - 1980: Dunkle Sonne (Temné slunce) oder (Černé slunce) - 1983: Putování Jana Amose - 1984: Komediant - 1984: Oldřich a Božena - 1985: Das stumme Geständnis (Veronika) - 1989: Evropa tančila valčík - 2002: Moje Praha |

### Darsteller
- 2000: Vzlety a pády (2000)
- 2005: Pátrání po Ester (2005)

### Schnitt
- 1935: Listopad

### Fachlicher Berater
- 1933: Svítání
- 1960: Cesta domů (FAMU)

### Künstlerische Kooperation
- 1960: Kočičina (FAMU)
- 1960: Zbytečný motiv (FAMU)

### Bücher
- Zamyšlení režiséra. Prag: Panorama 1982
- Podivný život režiséra. Obrazy vzpomínek. Prag: Prostor 1995